# Trigonogenius arcuatus
Trigonogenius arcuatus là một loài bọ cánh cứng trong họ Ptinidae. Loài này được Gorham miêu tả khoa học năm 1886.